# Точень (Румунія)
Точень, Точені (рум. Toceni) — село у повіті Долж в Румунії. Входить до складу комуни Добрешть.
Село розташоване на відстані 179 км на захід від Бухареста, 41 км на південь від Крайови.

## Населення
За даними перепису населення 2002 року у селі проживали 718 осіб, усі — румуни. Усі жителі села рідною мовою назвали румунську.